# Halitherium
Halitherium – rodzaj wczesnego brzegowca z późnego eocenu i oligocenu. Skamieniałości są częste w europejskich łupkach. W obrębie płetw posiadał nie wystawające kości palców. Zachowały się także pozostałości kończyn tylnych, z zewnątrz niewidoczne. Kość udowa łączyła się ze zredukowaną miednicą. Żebra z kolei wydłużyły się, prawdopodobnie miało to związek ze zwiększeniem pojemności płuc, co z kolei pozwalało zwierzęciu na lepszą regulację swej wyporności.

## Bibliografia

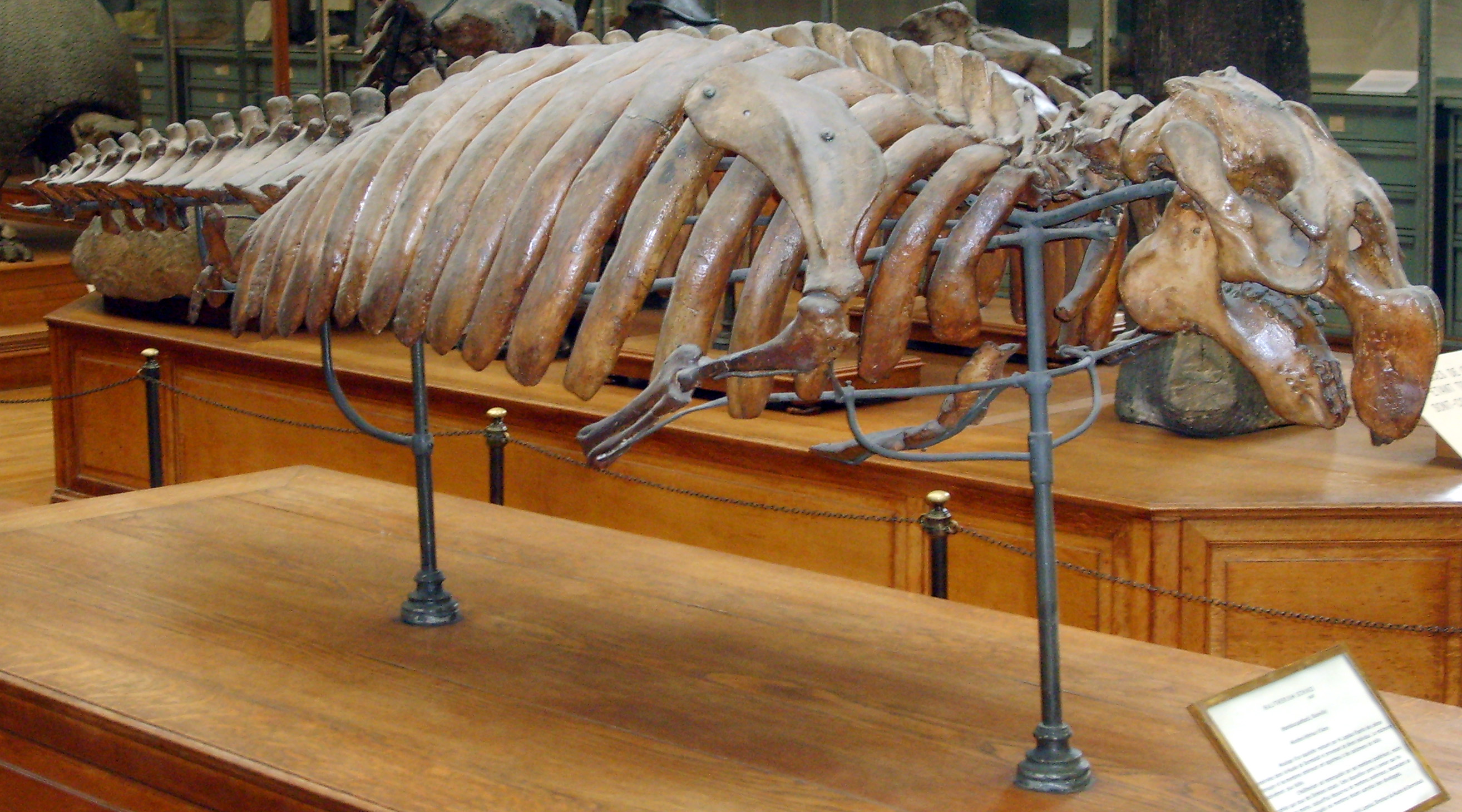
Szkielet Halitherium schinzi, Muzeum Historii Naturalnej w Paryżu

## Gatunki
- Halitherium alleni
- Halitherium antillense
- Halitherium christolii
- Halitherium schinzii
- Halitherium taulannense